# 超電導センシング技術研究組合
超電導センシング技術研究組合（ちょうでんどうせんしんぐぎじゅつけんきゅうくみあい、英文名称：Superconducting Sensing Technology Research Association、略称：SUSTERA）は、超電導現象を利用した超高感度のセンサおよびこれを利用した機器の事業化、ひいては超電導センシング関連産業の発展を目的とした研究開発を行った日本の技術研究組合である。 2021年に解散した。

## 概要
2016年に2月に国際超電導産業技術研究センター(ISTEC)の超電導工学研究所での高温超電導量子干渉素子(SQUID)とそれを利用したシステムの研究開発を引き継ぐため、富士通、中国電力、三井金属資源開発（MINDECO）、国際超電導産業技術研究センター（ISTEC）の四者によって設立された。横浜市港北区箕輪町を拠点にする。

## 研究内容
- 高温超電導量子干渉素子(SQUID)とこれを利用した機器の研究開発

## 沿革
- 1988年　財団法人　国際超電導産業技術研究センター(ISTEC)　開所[1]
- 2012年　公益財団法人　国際超電導産業技術研究センターに移行[1]
- 2013年　本所を神奈川県川崎市高津区坂戸かながわサイエンスパーク（KSP）に移転、物性・デバイス研究部を横浜市港北区箕輪町に移転[1]
- 2016年　公益財団法人　国際超電導産業技術研究センター超電導工学研究所　物性・デバイス研究部を超電導センシング技術研究組合として独立、開所[1]
- 2021年3月31日　法人解散。事業等は超電導センサテクノロジー株式会社に承継した。